# Scolopendra oraniensis
Scolopendra oraniensis (лат.) — вид губоногих многоножек (Chilopoda) из рода сколопендры (Scolopendra). Ареал вида находится на территории Европы, Северной Африки, Азии; отдельные особи встречаются в Алжире, Корсике, Иране, Марокко, Мальте, Италии, Испании, Португалии. В результате случайной перевозки достиг берегов Японии.